# Danh sách vườn quốc gia tại Bulgaria
Đây là danh sách các khu bảo tồn tại Bulgaria bao gồm 3 vườn quốc gia, 11 công viên thiên nhiên và 55 khu bảo tồn thiên nhiên. Chính sách quốc gia về quản lý và điều hành các khu bảo tồn do Bộ Môi trường và Nước thực hiện. Công viên tự nhiên đầu tiên của Bulgaria và cũng là đầu tiên của bán đảo Balkan là Công viên tự nhiên Vitosha được thành lập năm 1934. Tất cả các khu bảo tồn quốc gia ở Bulgaria cũng là một phần của mạng lưới các khu tự nhiên được bảo vệ Natura 2000 trên lãnh thổ của Liên minh Châu Âu.

## Danh sách
Các công viên và khu bảo tồn bằng chữ in đậm là một phần của PAN Parks
Các công viên và khu bảo tồn bằng chữ in nghiêng là một phần của Global 200 (vùng sinh thái toàn cầu)

### Vườn quốc gia
| Tên                        | Hình ảnh | Diện tích  | Thành lập | Vị trí                                                                                           |
| -------------------------- | -------- | ---------- | --------- | ------------------------------------------------------------------------------------------------ |
| Vườn quốc gia Trung Balkan |          | 716,69 km² | 1991      | Danh sách vườn quốc gia tại Bulgaria trên bản đồ Bulgaria · Danh sách vườn quốc gia tại Bulgaria |
| Vườn quốc gia Pirin        |          | 403,56 km² | 1962      | Danh sách vườn quốc gia tại Bulgaria trên bản đồ Bulgaria · Danh sách vườn quốc gia tại Bulgaria |
| Vườn quốc gia Rila         |          | 810,46 km² | 1992      | Danh sách vườn quốc gia tại Bulgaria trên bản đồ Bulgaria · Danh sách vườn quốc gia tại Bulgaria |

### Công viên tự nhiên
| Tên                                  | Hình ảnh                             | Diện tích    | Thành lập | Vị trí                                                                                           |
| ------------------------------------ | ------------------------------------ | ------------ | --------- | ------------------------------------------------------------------------------------------------ |
| Công viên tự nhiên Belasitsa         |                                      | 117,32 km²   | 2007      | Danh sách vườn quốc gia tại Bulgaria trên bản đồ Bulgaria · Danh sách vườn quốc gia tại Bulgaria |
| Công viên tự nhiên Bulgarka          |                                      | 217,72 km²   | 2002      | Danh sách vườn quốc gia tại Bulgaria trên bản đồ Bulgaria · Danh sách vườn quốc gia tại Bulgaria |
| Công viên tự nhiên Golden Sands      |                                      | 13,20 km²    | 1947      | Danh sách vườn quốc gia tại Bulgaria trên bản đồ Bulgaria · Danh sách vườn quốc gia tại Bulgaria |
| Công viên tự nhiên Persina           | Tập tin:Река Дунав, парк Персина.JPG | 217,62 km²   | 2000      | Danh sách vườn quốc gia tại Bulgaria trên bản đồ Bulgaria · Danh sách vườn quốc gia tại Bulgaria |
| Công viên tự nhiên Tu viện Rila      |                                      | 252,53 km²   | 2000      | Danh sách vườn quốc gia tại Bulgaria trên bản đồ Bulgaria · Danh sách vườn quốc gia tại Bulgaria |
| Công viên tự nhiên Rusenski Lom      |                                      | 32,60 km²    | 1970      | Danh sách vườn quốc gia tại Bulgaria trên bản đồ Bulgaria · Danh sách vườn quốc gia tại Bulgaria |
| Công viên tự nhiên Sinite Kamani     |                                      | 113,80 km²   | 1980      | Danh sách vườn quốc gia tại Bulgaria trên bản đồ Bulgaria · Danh sách vườn quốc gia tại Bulgaria |
| Công viên tự nhiên Cao nguyên Shumen |                                      | 39,3 km²     | 1980      | Danh sách vườn quốc gia tại Bulgaria trên bản đồ Bulgaria · Danh sách vườn quốc gia tại Bulgaria |
| Công viên tự nhiên Strandzha         |                                      | 1.161,00 km² | 1995      | Danh sách vườn quốc gia tại Bulgaria trên bản đồ Bulgaria · Danh sách vườn quốc gia tại Bulgaria |
| Công viên tự nhiên Vitosha           |                                      | 270,79 km²   | 1934      | Danh sách vườn quốc gia tại Bulgaria trên bản đồ Bulgaria · Danh sách vườn quốc gia tại Bulgaria |
| Công viên tự nhiên Vrachanski Balkan |                                      | 288,44 km²   | 1989      | Danh sách vườn quốc gia tại Bulgaria trên bản đồ Bulgaria · Danh sách vườn quốc gia tại Bulgaria |

### Khu bảo tồn thiên nhiên
| Tên                              | Hình ảnh                                                       | Diện tích  | Thành lập | Vị trí                                                                                           |
| -------------------------------- | -------------------------------------------------------------- | ---------- | --------- | ------------------------------------------------------------------------------------------------ |
| Khu bảo tồn Ali Botush           |                                                                | 11,86 km²  | 1951      | Danh sách vườn quốc gia tại Bulgaria trên bản đồ Bulgaria · Danh sách vườn quốc gia tại Bulgaria |
| Hồ Atanasovo                     |                                                                | 10,32 km²  | 1980      | Danh sách vườn quốc gia tại Bulgaria trên bản đồ Bulgaria · Danh sách vườn quốc gia tại Bulgaria |
| Bayuvi Dupki–Dzhindzhiritsa      |                                                                | 28,73 km²  | 1934      | Danh sách vườn quốc gia tại Bulgaria trên bản đồ Bulgaria · Danh sách vườn quốc gia tại Bulgaria |
| Khu bảo tồn Beglika              |                                                                | 14,61 km²  | 1960      | Danh sách vườn quốc gia tại Bulgaria trên bản đồ Bulgaria · Danh sách vườn quốc gia tại Bulgaria |
| Khu bảo tồn Beli Lom             |                                                                | 7,75 km²   | 1980      | Danh sách vườn quốc gia tại Bulgaria trên bản đồ Bulgaria · Danh sách vườn quốc gia tại Bulgaria |
| Bistrishko Branishte             | Tập tin:Израснал между скалите, резерват Бистришко бранище.JPG | 10,61 km²  | 1934      | Danh sách vườn quốc gia tại Bulgaria trên bản đồ Bulgaria · Danh sách vườn quốc gia tại Bulgaria |
| Khu bảo tồn Boatin               |                                                                | 15,97 km²  | 1948      | Danh sách vườn quốc gia tại Bulgaria trên bản đồ Bulgaria · Danh sách vườn quốc gia tại Bulgaria |
| Khu bảo tồn Bukaka               |                                                                | 0,62 km²   | 1980      | Danh sách vườn quốc gia tại Bulgaria trên bản đồ Bulgaria · Danh sách vườn quốc gia tại Bulgaria |
| Khu bảo tồn Byala Krava          |                                                                | 0,93 km²   | 1968      | Danh sách vườn quốc gia tại Bulgaria trên bản đồ Bulgaria · Danh sách vườn quốc gia tại Bulgaria |
| Chervenata stena                 |                                                                | 123,94 km² |           | Danh sách vườn quốc gia tại Bulgaria trên bản đồ Bulgaria · Danh sách vườn quốc gia tại Bulgaria |
| Chuprene                         |                                                                | 123,94 km² |           | Danh sách vườn quốc gia tại Bulgaria trên bản đồ Bulgaria · Danh sách vườn quốc gia tại Bulgaria |
| Khu bảo tồn Trung Rila           |                                                                | 123,94 km² | 1992      | Danh sách vườn quốc gia tại Bulgaria trên bản đồ Bulgaria · Danh sách vườn quốc gia tại Bulgaria |
| Khu bảo tồn Dupkata              |                                                                | 12,10 km²  | 1951      | Danh sách vườn quốc gia tại Bulgaria trên bản đồ Bulgaria · Danh sách vườn quốc gia tại Bulgaria |
| Dzhendema                        |                                                                | 42,2 km²   | 1953      | Danh sách vườn quốc gia tại Bulgaria trên bản đồ Bulgaria · Danh sách vườn quốc gia tại Bulgaria |
| Khu bảo tồn Elenova Gora         |                                                                | 0,53 km²   | 1961      | Danh sách vườn quốc gia tại Bulgaria trên bản đồ Bulgaria · Danh sách vườn quốc gia tại Bulgaria |
| Khu bảo tồn Gornata Koria        |                                                                | 1,61 km²   | 1968      | Danh sách vườn quốc gia tại Bulgaria trên bản đồ Bulgaria · Danh sách vườn quốc gia tại Bulgaria |
| Khu bảo tồn Gorna Topchia        |                                                                | 1,64 km²   | 1951      | Danh sách vườn quốc gia tại Bulgaria trên bản đồ Bulgaria · Danh sách vườn quốc gia tại Bulgaria |
| Khu bảo tồn Ibar                 |                                                                | 22,48 km²  | 1985      | Danh sách vườn quốc gia tại Bulgaria trên bản đồ Bulgaria · Danh sách vườn quốc gia tại Bulgaria |
| Khu bảo tồn Kamchia              |                                                                | 8,50 km²   | 1951      | Danh sách vườn quốc gia tại Bulgaria trên bản đồ Bulgaria · Danh sách vườn quốc gia tại Bulgaria |
| Khu bảo tồn Kamenshtitsa         |                                                                | 10,16 km²  | 1984      | Danh sách vườn quốc gia tại Bulgaria trên bản đồ Bulgaria · Danh sách vườn quốc gia tại Bulgaria |
| Kaliakra                         |                                                                | 7,13 km²   | 1941      | Danh sách vườn quốc gia tại Bulgaria trên bản đồ Bulgaria · Danh sách vườn quốc gia tại Bulgaria |
| Khu bảo tồn Kazanite             |                                                                | 1,61 km²   | 1983      | Danh sách vườn quốc gia tại Bulgaria trên bản đồ Bulgaria · Danh sách vườn quốc gia tại Bulgaria |
| Khu bảo tồn Kozya Stena          |                                                                | 9,04 km²   | 1987      | Danh sách vườn quốc gia tại Bulgaria trên bản đồ Bulgaria · Danh sách vườn quốc gia tại Bulgaria |
| Khu bảo tồn Kongura              |                                                                | 13,10 km²  | 1988      | Danh sách vườn quốc gia tại Bulgaria trên bản đồ Bulgaria · Danh sách vườn quốc gia tại Bulgaria |
| Khu bảo tồn Mantaritza           |                                                                | 10,68 km²  | 1968      | Danh sách vườn quốc gia tại Bulgaria trên bản đồ Bulgaria · Danh sách vườn quốc gia tại Bulgaria |
| Khu bảo tồn Orelyak              |                                                                | 7,58 km²   | 1985      | Danh sách vườn quốc gia tại Bulgaria trên bản đồ Bulgaria · Danh sách vườn quốc gia tại Bulgaria |
| Khu bảo tồn Parangalitsa         |                                                                | 15,09 km²  | 1933      | Danh sách vườn quốc gia tại Bulgaria trên bản đồ Bulgaria · Danh sách vườn quốc gia tại Bulgaria |
| Khu bảo tồn Peeshti Skali        |                                                                | 14,65 km²  | 1979      | Danh sách vườn quốc gia tại Bulgaria trên bản đồ Bulgaria · Danh sách vườn quốc gia tại Bulgaria |
| Poda                             |                                                                | 1,01 km²   | 1989      | Danh sách vườn quốc gia tại Bulgaria trên bản đồ Bulgaria · Danh sách vườn quốc gia tại Bulgaria |
| Khu bảo tồn Ropotamo             |                                                                | 10,00 km²  | 1940      | Danh sách vườn quốc gia tại Bulgaria trên bản đồ Bulgaria · Danh sách vườn quốc gia tại Bulgaria |
| Khu bảo tồn Severen Dzhendem     |                                                                | 16,10 km²  | 1983      | Danh sách vườn quốc gia tại Bulgaria trên bản đồ Bulgaria · Danh sách vườn quốc gia tại Bulgaria |
| Khu bảo tồn Silkosiya            |                                                                | 3,89 km²   | 1931      | Danh sách vườn quốc gia tại Bulgaria trên bản đồ Bulgaria · Danh sách vườn quốc gia tại Bulgaria |
| Khu bảo tồn Skakavitsa           |                                                                | 0,70 km²   | 1968      | Danh sách vườn quốc gia tại Bulgaria trên bản đồ Bulgaria · Danh sách vườn quốc gia tại Bulgaria |
| Khu bảo tồn Sokolna              |                                                                | 12,50 km²  | 1979      | Danh sách vườn quốc gia tại Bulgaria trên bản đồ Bulgaria · Danh sách vườn quốc gia tại Bulgaria |
| Khu bảo tồn thiên nhiên Srebarna |                                                                | 8,72 km²   | 1948      | Danh sách vườn quốc gia tại Bulgaria trên bản đồ Bulgaria · Danh sách vườn quốc gia tại Bulgaria |
| Khu bảo tồn Sredoka              |                                                                | 6,07 km²   | 1989      | Danh sách vườn quốc gia tại Bulgaria trên bản đồ Bulgaria · Danh sách vườn quốc gia tại Bulgaria |
| Khu bảo tồn Stara Reka           |                                                                | 19,74 km²  | 1981      | Danh sách vườn quốc gia tại Bulgaria trên bản đồ Bulgaria · Danh sách vườn quốc gia tại Bulgaria |
| Khu bảo tồn Steneto              |                                                                | 35,78 km²  | 1979      | Danh sách vườn quốc gia tại Bulgaria trên bản đồ Bulgaria · Danh sách vườn quốc gia tại Bulgaria |
| Tisata                           |                                                                | 5.74 km²   | 1949      | Danh sách vườn quốc gia tại Bulgaria trên bản đồ Bulgaria · Danh sách vườn quốc gia tại Bulgaria |
| Khu bảo tồn Tisovitsa            |                                                                | 7,49 km²   | 1990      | Danh sách vườn quốc gia tại Bulgaria trên bản đồ Bulgaria · Danh sách vườn quốc gia tại Bulgaria |
| Torfeno Branishte                |                                                                | 7,85 km²   | 1935      | Danh sách vườn quốc gia tại Bulgaria trên bản đồ Bulgaria · Danh sách vườn quốc gia tại Bulgaria |
| Khu bảo tồn Tsarichina           |                                                                | 34,18 km²  | 1949      | Danh sách vườn quốc gia tại Bulgaria trên bản đồ Bulgaria · Danh sách vườn quốc gia tại Bulgaria |
| Usungeren                        |                                                                | 2,11 km²   | 2005      | Danh sách vườn quốc gia tại Bulgaria trên bản đồ Bulgaria · Danh sách vườn quốc gia tại Bulgaria |
| Uzunbodzhak                      |                                                                | 25,29 km²  | 1956      | Danh sách vườn quốc gia tại Bulgaria trên bản đồ Bulgaria · Danh sách vườn quốc gia tại Bulgaria |
| Khu bảo tồn Valchi Dol           |                                                                | 7,76 km²   | 1980      | Danh sách vườn quốc gia tại Bulgaria trên bản đồ Bulgaria · Danh sách vườn quốc gia tại Bulgaria |
| Khu bảo tồn Vitanovo             |                                                                | 11,12 km²  | 1981      | Danh sách vườn quốc gia tại Bulgaria trên bản đồ Bulgaria · Danh sách vườn quốc gia tại Bulgaria |
| Khu bảo tồn Karst Vrachanski     |                                                                | 14,38 km²  | 1983      | Danh sách vườn quốc gia tại Bulgaria trên bản đồ Bulgaria · Danh sách vườn quốc gia tại Bulgaria |
| Yulen                            |                                                                | 31,56 km²  | 1994      | Danh sách vườn quốc gia tại Bulgaria trên bản đồ Bulgaria · Danh sách vườn quốc gia tại Bulgaria |